# Струнга (Јаши)
Струнга (рум. Strunga) насеље је у Румунији у округу Јаши у општини Струнга. Oпштина се налази на надморској висини од 171 m.

## Становништво
Према подацима из 2002. године у насељу је живело 4470 становника, од којих су сви румунске националности.

### Хронологија
| Година       | 1992 | 1993 | 1994 | 1995 | 1996 | 1997 | 1998 | 1999 | 2000 | 2001 | 2002 | 2003 | 2004 | 2005 | 2006 | 2007 | 2008 | 2009 | 2010 | 2011 | 2012 | 2013 | 2014 | 2015 | 2016 | 2017 |
| ------------ | ---- | ---- | ---- | ---- | ---- | ---- | ---- | ---- | ---- | ---- | ---- | ---- | ---- | ---- | ---- | ---- | ---- | ---- | ---- | ---- | ---- | ---- | ---- | ---- | ---- | ---- |
| Становништво | 4830 | 4750 | 4711 | 4674 | 4658 | 4672 | 4734 | 4741 | 4758 | 4755 | 4760 | 4766 | 4744 | 4699 | 4698 | 4701 | 4676 | 4659 | 4645 | 4597 | 4586 | 4562 | 4517 | 4480 | 4405 | 4338 |